# 第十一季超級籃球聯賽季後賽
第十一季超級籃球聯賽季後賽，採七戰四勝制，率先拿到四勝的球隊，將挺進冠軍賽。第一輪賽事台中璞園出戰台北達欣，另一場賽事由台灣大出戰台灣啤酒。

## 季後賽
| 3月15日 17:00 |

|  |

| 台中璞園 94–84 台北達欣               |
| 每節分數： 24–24、19–11、21–22、30–27 |

| 3月15日 19:00 |

|  |

| 台灣大 69–73 台灣啤酒                 |
| 每節分數： 13–18、12–19、21–19、23–17 |

| 3月16日 17:00 |

|  |

| 台北達欣 80–67 台中璞園             |
| 每節分數： 17–7、15–9、23–23、25–28 |

| 3月16日 19:00 |

|  |

| 台灣啤酒 74–76 台灣大                  |
| 每節分數： 23–15、12–15、15–'26、24–20 |

| 3月18日 18:00 |

|  |

| 台中璞園 85–60 台北達欣              |
| 每節分數： 26–8、17–20、25–15、17–17 |

| 3月18日 20:00 |

|  |

| 台灣大 78–87 台灣啤酒                 |
| 每節分數： 20–22、14–21、25–17、19–27 |

| 3月20日 18:00 |

|  |

| 台北達欣 77–89 台中璞園               |
| 每節分數： 16–19、11–24、22–21、28–25 |

| 3月20日 20:00 |

|  |

| 台灣啤酒 58–65 台灣大                 |
| 每節分數： 13–16、20–18、15–12、10–19 |

| 3月22日 17:00 |

|  |

| 台中璞園 81–74 台北達欣              |
| 每節分數： 17–20、20–25、22–8、22–21 |

| 3月22日 19:00 |

|  |

| 台灣大 83–63 台灣啤酒                |
| 每節分數： 15–24、22–9、26–16、20–14 |

| 3月23日 19:00 |

|  |

| 台灣啤酒 82–67 台灣大                |
| 每節分數： 8–15、26–16、21–20、27–16 |

| 3月25日 20:00 |

|  |

| 台灣大 78–76 台灣啤酒（OT2）                       |
| 每節分數： 17–13、18–11、14–21、16–20、： 5–5, 8–6 |